# Catedral de Berlín
La catedral de Berlín (en alemán: Berliner Dom) es una catedral de la Iglesia Evangélica en Alemania construida en Berlín, Alemania. También conocida como la Iglesia Colegiata y Parroquial Evangélica Suprema, es una monumental iglesia protestante alemana y tumba dinástica ubicada en la Isla de los Museos, en el centro de Berlín. Sus orígenes se remontan a la capilla del castillo para el Palacio Real de Berlín; donde varias estructuras han albergado la iglesia desde el siglo XV. La actual iglesia colegiata fue construida entre 1894 y 1905 por orden del Emperador Guillermo II de Alemania, con planos de Julius Carl Raschdorff en arquitectura neorrenacentista y arquitectura neobarroca. El edificio es la iglesia protestante más grande de Alemania, y una de las tumbas dinásticas más importantes de Europa. Además de los servicios religiosos, la catedral se utiliza para ceremonias de estado, conciertos y otros eventos. 
Desde la demolición de la iglesia conmemorativa (‘Denkmalskirche’) en el lado norte; por parte de las autoridades de la República Democrática Alemana en 1975, la Catedral de Berlín se compone de la gran iglesia de los sermones (‘Predigerkirche’) en el centro, la pequeña iglesia de bautismos y matrimonios (‘Tauf-und Traukirche’) en el lado sur, y la cripta de la Casa de Hohenzollern (‘Hohenzollengruft’), que ocupa casi todo el sótano. Dañada durante los bombardeos aliados en la Segunda Guerra Mundial, el interior original de la catedral fue restaurado en el año 2002. Actualmente se debate la restauración del exterior.

## Historia

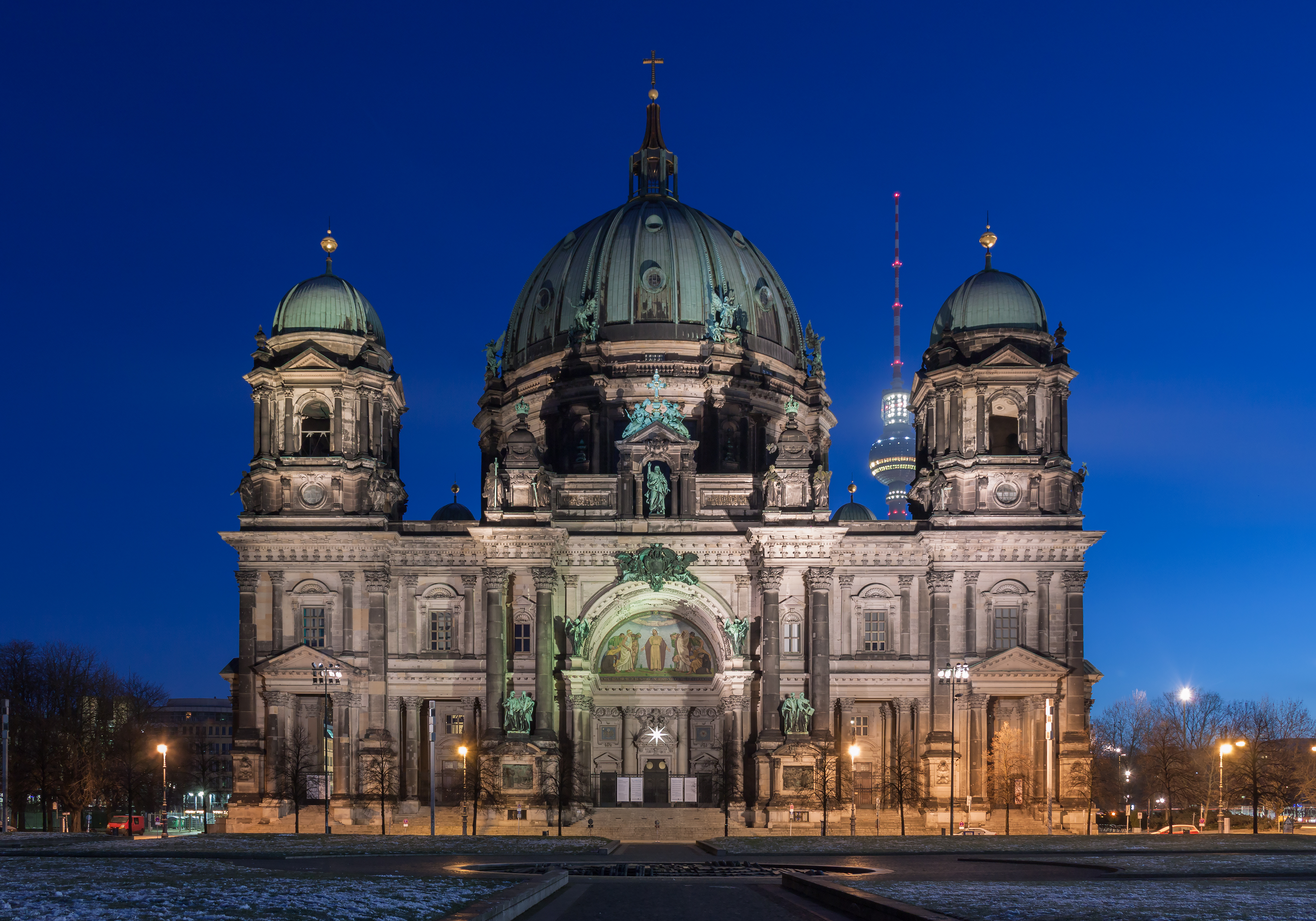
Vista nocturna de la catedral de Berlín.

El edificio fue erigido entre 1895 y 1905. El lugar donde se encuentra este edificio lo ocupaba anteriormente una catedral barroca construida por Johann Boumann, culminada en 1747 y posteriormente remodelada en 1822 por el arquitecto berlinés Karl Friedrich Schinkel en estilo neoclásico. Esta catedral fue demolida en 1894 por orden del emperador Guillermo II y reemplazada por la actual, diseñada por Julius Raschdorff en estilo neobarroco de fines del siglo XIX e inicios de siglo XX.

Frente de la catedral de Berlín (año 2014)

Durante la Segunda Guerra Mundial, el templo quedó seriamente dañado por los bombardeos. Hasta 1975, fecha en la que comenzaron los trabajos de reconstrucción, se había colocado un techo provisional para proteger el interior. Estos trabajos concluyeron en 1993, con un nuevo diseño de la parte superior más simple y de menor altura que el original.
En 1961 fue fundado el Coro de la Catedral de Berlín por su primer director, Herbert Hildebrandt.

### Cripta de los Hohenzollern
En esta cripta, conocida en alemán como la Hohenzollerngruft, se hallan los sarcófagos de diversos miembros de la familia Hohenzollern. La siguiente lista está en orden cronológico. La numeración corresponde a la de las tumbas en la cripta; las fechas entre paréntesis a los años de nacimiento y muerte, no a los de inicio del reinado.
| Margraves de Brandeburgo, Príncipes Electores (PE) | Margraves de Brandeburgo, Príncipes Electores (PE) |
| N.º                                                | |
| -------------------------------------------------- | --- |
|                                                    | PE Juan Cicerón (1455-99) la tumba más antigua |
| 3                                                  | PE Juan Jorge I (1525-98) y su esposa (N.º 4) Isabel de Anhalt-Zerbst (1563-1607), hija de Joaquín Ernesto de Anhalt. |
| 2                                                  | Isabel Magdalena de Brandeburgo (1537-95), hija del PE Joaquín II de Brandeburgo. |
| 5                                                  | PE Joaquín Federico I de Brandeburgo (1546-1608) y su primera mujer (N.º 6) Catalina de Brandeburgo-Küstrin (1549-1602), hija de Juan I de Brandeburgo-Küstrin; también su segunda esposa: (N.º 7) Leonor de Prusia (1583-1607), hija de Alberto Federico de Prusia.   |
| Margraves de Brandeburgo y duques de Prusia        | |
| 8                                                  | PE Juan Segismundo I de Brandeburgo (1572-1619) |
|                                                    | •Los príncipes |
| 15                                                 | Joaquín Segismundo (1603-1625) |
| 16                                                 | Alberto Cristián (1609-1609) |
| 9                                                  | Augusto de Brandeburgo (1580-1601) |
| 10                                                 | Alberto Federico de Brandeburgo (1582-1600) |
| 12                                                 | Joaquín de Brandeburgo (1583-1600) |
| 13                                                 | Ernesto (1583-1613) |
| 17                                                 | Isabel Carlota del Palatinado (1597-1660), esposa del Príncipe Elector Jorge Guillermo I de Brandeburgo, hija de Federico IV del Palatinado, y su hermana (N.º 18) Catalina Sofía (1594-1665).                                                                         |
|                                                    | •Los príncipes |
| 14                                                 | Ana Sofía (1598-1659) |
| 20                                                 | Jorge (1613-1614) |
| 11                                                 | Alberto (1614-1620) |
| 21                                                 | Catalina Sibila (1615-1615) |
| 22                                                 | Ernesto (1617-1642) |
| A                                                  | PE Federico Guillermo I (1620-88) y sus esposas (N.º 24) Luisa Enriqueta de Orange-Nassau (1627-67), hija de Federico Enrique de Orange-Nassau; (Nr. B) Dorotea de Schleswig-Holstein-Sonderburg-Glücksburg (1636-89), hija de Felipe de Schleswig-Holstein-Glücksburg |
|                                                    | •Los príncipes |
| 28                                                 | Guillermo Enrique (1648-1649) |
| 47                                                 | Carlos Emilio de Brandeburgo (1655-1674) |
| Reyes de Prusia                                    | |
| D                                                  | Rey Federico I de Prusia (1657-1713) y sus esposas: (N.º 45) Isabel Enriqueta de Hesse-Kassel (1661-1683), hija de Guillermo VI de Hesse-Kassel, y (Nr. C) Sofía Carlota de Hannover (1668-1705).                                                                      |
|                                                    | •Hijos del Rey |
| 48                                                 | Federico Augusto (1685-1686) |
| 26                                                 | Enrique (1664-1664) |
| 27                                                 | Amalia (1664-1665) |
| 30                                                 | Luis (1666-1687) |
|                                                    | •Otros miembros de la familia |
| 31                                                 | Felipe Guillermo de Brandeburgo-Schwedt (1669-1711) |
| 91                                                 | Alberto Federico de Brandeburgo-Schwedt (1672-1731) y su esposa María Dorotea de Curlandia (1684-1743), hija del duque Federico II Casimiro Kettler de Curlandia, y sus hijos:                                                                                         |
| 92                                                 | Federico (1704-1707) |
| 39                                                 | Carlos Federico Alberto (1705-1762) |
| 38                                                 | Luisa (1709-1726) |
| 40                                                 | Federico (1710-1741) |
| 94                                                 | Federico Guillermo (1714-1744) |
| 34                                                 | Carlos Felipe (1673-1695) |
| 95                                                 | Cristián Luis de Brandeburgo-Schwedt) (1677-1734) |
| 29                                                 | Dorotea (1675-1676) |
| 11                                                 | Juan Segismundo (1624-1624) |
| 49                                                 | Sofía Dorotea de Hannover (1687-1757), hija del duque Fernando Alberto II de Brunswick, mujer del rey Federico Guillermo I de Prusia, hija del rey Jorge I del Reino Unido.                                                                                            |
|                                                    | • Hijos de la pareja |
| 50                                                 | Federico Luis (1707-1708) |
| 51                                                 | Federico Guillermo (1710-1711) |
| 53                                                 | Carlota Albertina (1713-1714) |
| 58                                                 | Augusto Guillermo, príncipe de Prusia (1722-58) y su esposa (N.º 59) Luisa Amalia de Brunswick-Wolfenbüttel (1722-1780), hija de Fernando Alberto II de Brunswick]. |
| 67                                                 | Augusto Fernando (1730-1813) y su esposa (N.º 68) Ana Isabel Luisa de Brandeburgo-Schwedt (1738-1820), hija de Federico Guillermo de Brandeburgo-Schwedt. |
| 61                                                 | Rey Federico Guillermo II (1744-1717) y su esposa (N.º 62) Federica de Hesse-Darmstadt (1751-1805), hija de Luis IX de Hesse-Darmstadt. |
|                                                    | •Hijos de la pareja |
| 65                                                 | Federico Luis Carlos, príncipe de Prusia]] (1773-1796). |
| 66                                                 | Federico Guillermo Carlos Jorge (1795-1798) |
| 88                                                 | Carlos Enrique de Prusia (1781-1846), Gran Maestre de la Orden de Malta en Prusia. |
| 87                                                 | Federico Guillermo Carlos de Prusia (1783-1851) y su esposa (N.º 84) María Ana Amalia de Hesse-Homburg (1785-1846), hija del landgrave Federico V de Hesse-Homburg; y los hijos de éstos:                                                                              |
| 89                                                 | Adalberto (1811-1873) |
| 86                                                 | Valdemar (1817-1849) |
| 54                                                 | Isabel Cristina de Brunswick-Bevern (1715-97), esposa del rey Federico II de Prusia. |
|                                                    | •Otros príncipes del linaje |
| 56                                                 | Federico Enrique Carlos, príncipe de Prusia (1747-1767) |
| 60                                                 | Jorge Carlos Emilio (1758-1759) |
| 55                                                 | Ana Amalia (1723-1787) |
| 71                                                 | Federica Isabel Dorotea Enriqueta Amalia (1761-1773) |
| 70                                                 | Federico Enrique Emilio Carlos (1769-1773) |
| 73                                                 | Luis Fernando, príncipe de Prusia (1772-1806) |
| 69                                                 | Federico Pablo Enrique Augusto (1776-1776) |
| 75                                                 | Augusto de Prusia (1779-1843) |
| 32                                                 | Federica de Brandeburgo-Schwedt (1700-1701) |
| 33                                                 | Jorge Guillermo de Brandeburgo-Schwedt (1704-1704) |
| 52                                                 | Luis (1717-1719) |
| 57                                                 | Guillermina de Hesse-Kassel (1726-1808), esposa de Enrique, príncipe de Prusia, hija del landgrave Maximiliano de Hesse-Kassel. |
| 81                                                 | Felipina de Brandeburgo-Schwedt (1745-1800), esposa del landgrave Federico II de Hesse-Kassel, hija de Federico Guillermo de Brandeburgo-Schwedt (1700-1771). |
| 72                                                 | Luis (1771-1790) |
| 64                                                 | Guillermina (1772-1773) |
| 63                                                 | (hijo) (1777) |
| 76                                                 | (hija) (1794) |
| 77                                                 | Federica (1799-1800), hija del rey Federico Guillermo III de Prusia. |
| 78                                                 | Federico (1804-1706) |
| 83                                                 | hijo (1806) |
| 82                                                 | Federico Guillermo Fernando de Hesse-Kassel (1806-1806) |
| 79                                                 | Guillermo (1811-1813) |
| 74                                                 | Thassilo (1813-1814) |
| 80                                                 | (hijo) (1832) |
| 88                                                 | Ana (1858-1858) |
| 93                                                 | desconocido. |

1964.
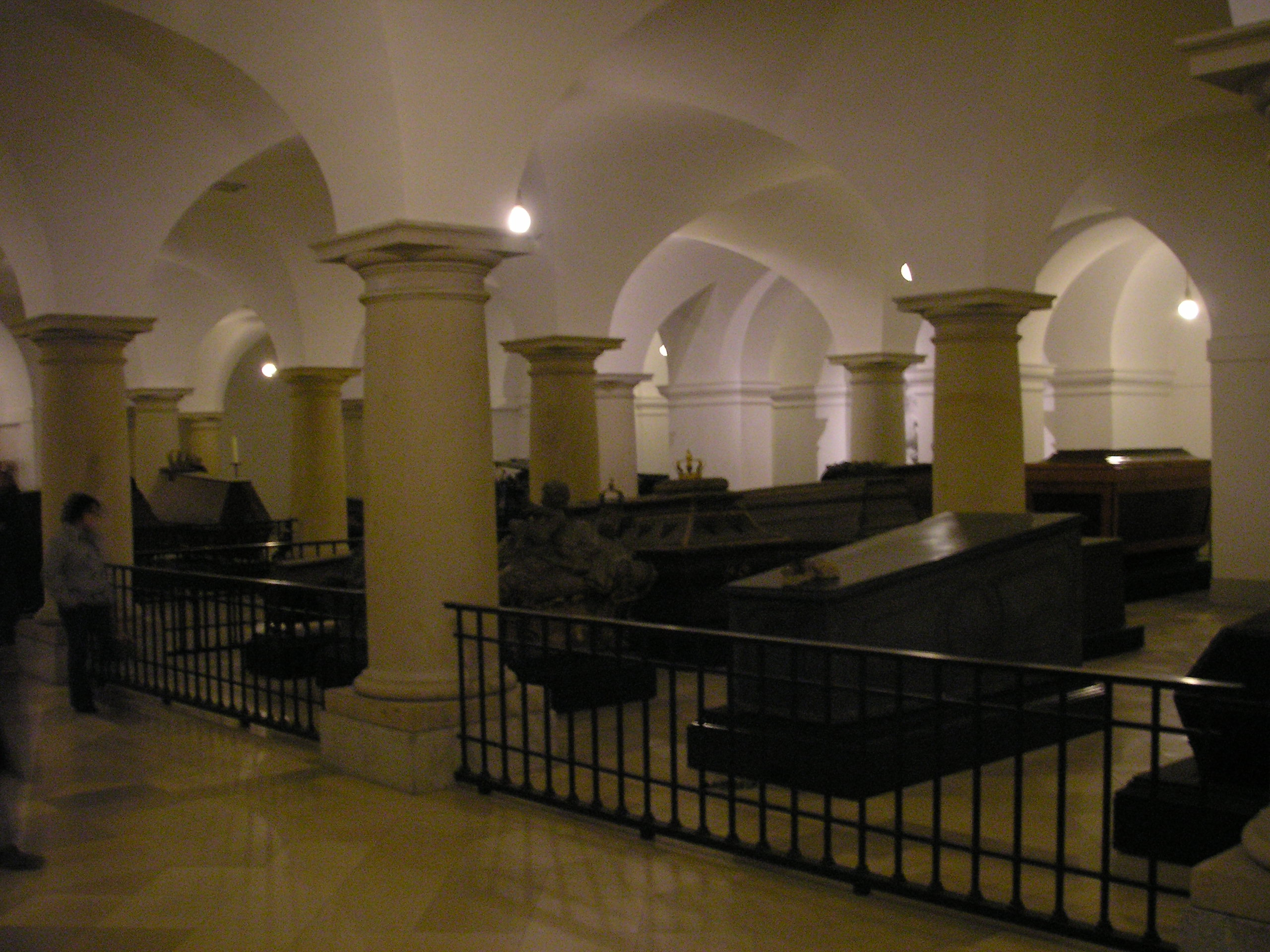
Vista general de la cripta de los Hohenzollern.
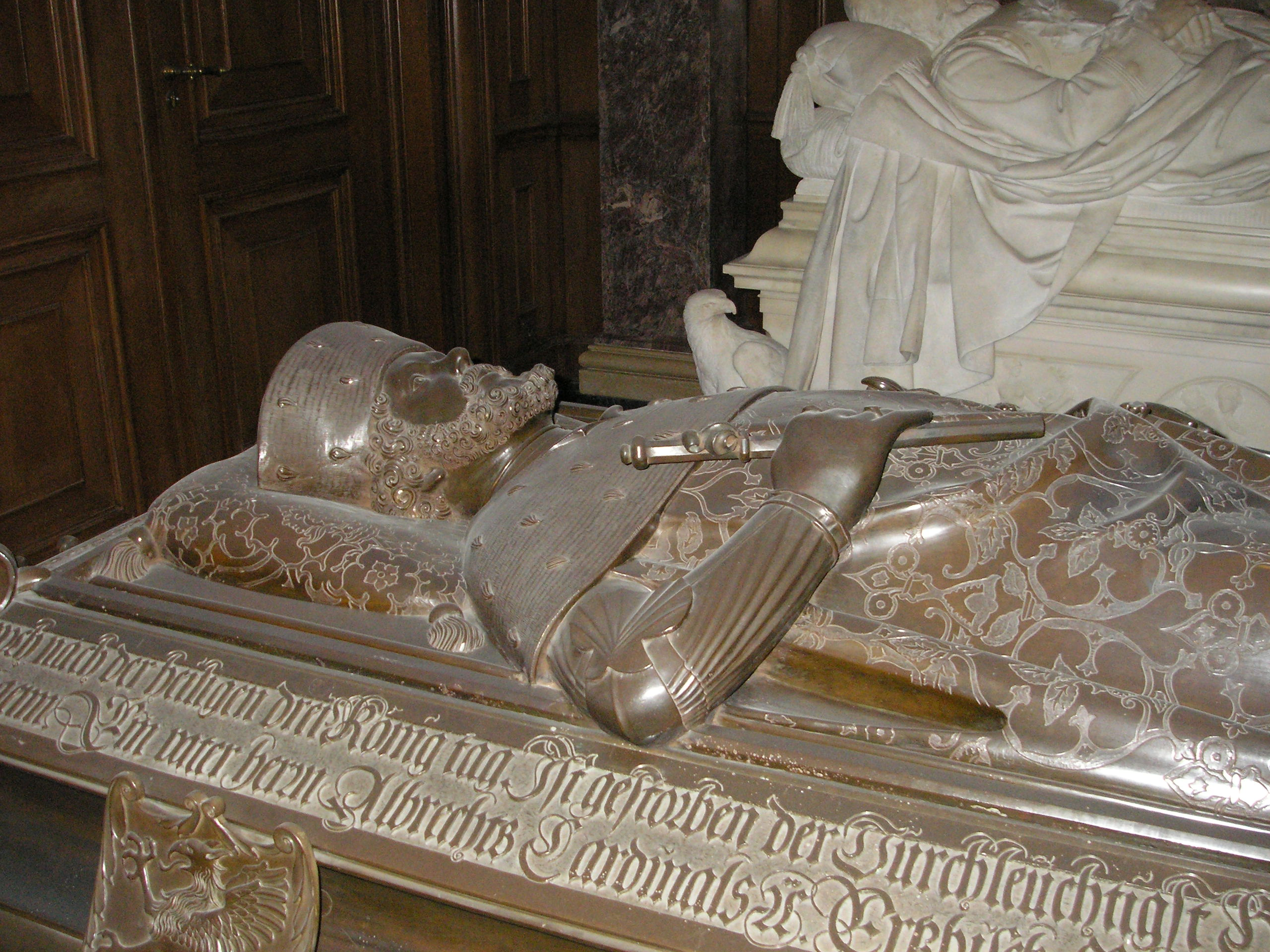
La tumba más antigua: el sarcófago de Juan Cicero.

## Características del edificio
Su portada se encara al jardín Lustgarten y al Palacio Real berlinés (Berliner Stadtschloss). Mide 114 m de largo, 73 de ancho y 116 de alto, siendo mucho más grande que las construcciones que previamente habían existido en ese lugar. Se pensó como un gran templo protestante que contrarrestara la influencia de la basílica de San Pedro de la Ciudad del Vaticano.
La catedral se encuentra a poca distancia de la isla de los Museos, uno de los lugares más visitados de la ciudad.